# Clarke County, Virginia
Clarke County är ett administrativt område i delstaten Virginia, USA, med 14 034 invånare. Den administrativa huvudorten (county seat) är Berryville. 

## Geografi
Enligt United States Census Bureau så har countyt en total area på 462 km². 458 km² av den arean är land och 4 km² är vatten.   

### Angränsande countyn
- Loudoun County - öst
- Warren County - sydväst
- Fauquier County - sydost
- Frederick County - väst
- Jefferson County, West Virginia - nord

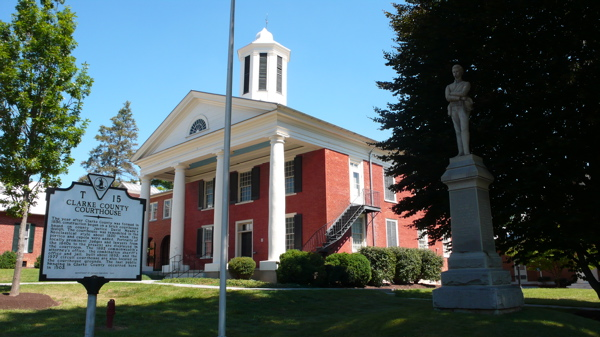
Clarke County Courthouse in Berryville.